# Paul Teti
Paul Teti (ur. 5 lutego 1977  w Upper Darby w Pensylwanii) – amerykański wioślarz, reprezentant Stanów Zjednoczonych w wioślarskiej czwórce bez sternika podczas Letnich Igrzysk Olimpijskich w Pekinie.

## Osiągnięcia
- Igrzyska Olimpijskie – Sydney 2000 – czwórka bez sternika – 6. miejsce[1];
- Igrzyska Olimpijskie – Ateny 2004 – czwórka bez sternika – 9. miejsce[1];
- Igrzyska Olimpijskie – Pekin 2008 – czwórka bez sternika – 9. miejsce[1].